# Station Moriguchi
Station Moriguchi (守口駅,  Moriguchi-eki) is een metrostation in de Japanse stad Moriguchi in Osaka. Het wordt aangedaan door de Tanimachi-lijn.

## Treindienst

### Tanimachi-lijn(stationsnummer T12)
| 1 | ■ Tanimachi-lijn | richting Higashi-Umeda, Tennōji en Yao-Minami |
| 2 | ■ Tanimachi-lijn | richting Dainichi                             |

## Geschiedenis
Het station werd in 1977 geopend.

## Overig openbaar vervoer
Bussen 1,2,3 en 4

## Stationsomgeving
- Station Moriguchishi aan de Keihan-lijn
- Stadhuis van Moriguchi
- Hoofdkantoor van Panasonic
- Hoofdkantoor van Sanyo
- Autoweg 1
- McDonald's
- Lawson
- Moriguchi Royal Pines Hotel

Dainichi · Moriguchi · Taishibashi-Imaichi · Sembayashi-Omiya · Sekime-Takadono · Noe-Uchindai · Miyakojima · Tenjimbashisuji Rokuchōme · Nakazakicho · Higashi-Umeda · Minami-Morimachi · Temmabashi · Tanimachi Yonchōme · Tanimachi Rokuchōme · Tanimachi Kyūchōme · Shitennōji-mae Yūhigaoka · Tennōji · Abeno · Fuminosato · Tanabe · Komagawa-Nakano · Hirano · Kire-Uriwari · Deto · Nagahara · Yao-Minami